# Lista najwyższych budynków w Bukareszcie
Poniższa lista przedstawia najwyższe budynki w Bukareszcie. Budynki napisane kursywą znajdują się w budowie.

## Najwyższe budynki
| Nr | Nazwa                      | Wysokość | Wysokość dachu | Ilość pięter | Rok budowy |  |  |
|    | Floreasca City Center      | 150 m    | 131 m          | 37           | 2010       |  |  |
| 1  | Bucharest Tower Center     | 120 m    | 120 m          | 25           | 2007       |  |  |
| 2  | Casa Presei Libere         | 104 m    | 94 m           | 12           | 1956       |  |  |
| 3  | Bucharest Financial Plaza  | 94 m     | 87 m           | 18           | 1997       |  |  |
| 4  | BRD Tower                  | 93 m     | 87 m           | 19           | 2003       |  |  |
| 5  | Palace of the Parliament   | 86 m     | 86 m           | 12           | 1989       |  |  |
| 6  | Charles de Gaulle Plaza    | 85 m     | 80 m           | 16           | 2005       |  |  |
|    | Euro Tower                 | 80 m     | 80 m           | 19           | 2009       |  |  |
| 7  | InterContinental Bucharest | 77 m     | 77 m           | 25           | 1970       |  |  |
|    | Cathedral Plaza            | 75 m     | 75 m           | 10           | 2008       |  |  |
| 8  | Millennium Business Center | 72 m     | 72 m           | 19           | 2006       |  |  |
| 9  | Howard Johnson Hotel       | 70 m     | 70 m           | 18           | 2001       |  |  |
|    |                            |          |                |              |            |  |  |